# Luis Chiriboga Parra
Luis Alberto Chiriboga Parra (Guayaquil, 28 de agosto de 1930 - La Puntilla, 26 de octubre de 2013) fue un político y empresario ecuatoriano. Durante su vida ocupó varios cargos dirigenciales de varias instituciones deportivas y políticas. Ejerció las funciones de vicealcalde de Guayaquil por 17 años, y de presidente de la Junta Provincial del Guayas de la Cruz Roja Ecuatoriana por 30 años.

## Cargos dirigenciales

### Dirigencia deportiva
Chiriboga Parra presidió en varias ocasiones el Guayaquil Tenis Club, sin embargo, fue en 1971 que asumió el cargo como titular del Comité de Natación de la Federación Deportiva del Guayas. Al año siguiente presidió la Federación Ecuatoriana de Natación (FENA) y durante su presidencia, organizó el Campeonato Mundial de Natación de 1982 en la ciudad de Guayaquil. También presidió la Confederación Sudamericana de Natación (CONSANAT) entre 1978 y 1982.
También ejerció de presidente del Club Sport Emelec entre 1988 y 1989.

### Cruz Roja del Guayas
Chiriboga ejerció, durante casi 30 años, la presidencia de la Delegación Provincial del Guayas de la Cruz Roja Ecuatoriana, desde 1978 hasta el 2008, en la que encabezó, entre varias otras actividades, la entrega de donaciones alimentarias para damnificados por las lluvias en estaciones de invierno.

## Carrera política

### Gobernador del Guayas
Durante la presidencia de la República de Otto Arosemena Gómez, Chiriboga fue designado como jefe político y gobernador del Guayas para el período 1966-1968.

### Vicealcalde de Guayaquil
Tras las elecciones municipales guayaquileñas de 1992 —en la cual asumió por primera vez la alcaldía el socialcristiano León Febres-Cordero Ribadeneyra— Luis Chiriboga alcanzó una curul como concejal de Guayaquil, y conjuntamente con ello, la vicealcaldía porteña. Tras cuatro años, fue reelecto para su cargo en las elecciones municipales de 1996. Con la victoria del también socialcristiano Jaime Nebot para la alcaldía en las elecciones municipales del 2000, Chiriboga conservó su cargo de vicealcalde, lo cual revalidó tras las elecciones municipales del 2004. El último período de Chiriboga concluyó en el año 2009, año donde se realizó nuevas elecciones municipales, sin embargo, decidió dejar la vida política de forma directa, por lo que no participó para su reelección. Siguió ligado al gobierno municipal por los años siguientes como asesor personal del alcalde Jaime Nebot.

## Fallecimiento
El 23 de octubre de 2013, durante una reunión familiar que tenía en su casa, sufrió una descompensación de salud, por lo cual Chiriboga fue trasladado de urgencia a la Clínica Kennedy de Samborodón, en donde falleció de un infarto.